# Duddingston
Duddingston est un ancien village d'Écosse situé à 3 km à l'est d'Édimbourg.

## Géographie
Situé sur l'estuaire du Forth, au bord du lac de Duddingston, il était connu pour ses riches mines de houille et ses salines. 

## Histoire
En 1883, il comptait 3 100 habitants. 